# Zef Shoshi
Zef Shoshi (* 19. Februar 1939 in Tirana) ist ein albanischer Maler.

## Leben und Werk
Shoshi absolvierte von 1952 bis 1956 das Kunstlyzeum „Jordan Misja“ in Tirana und studierte Malerei am Repin-Institut für Malerei, Bildhauerei und Architektur in Leningrad. 1962 bis 1965 arbeitete er als Lehrer am Jordan Misja und von 1965 bis 1966 als Maler und Restaurator am Institut für Kulturdenkmäler in Tirana.
Zef Shoshi ist einer der bekanntesten Porträtmaler des albanischen Sozialistischen Realismus. Sein Porträt von Enver Hoxha wurde in nahezu jedem Schulbuch abgedruckt. Shoshi malt bevorzugt Szenen aus dem Fabrikleben, von großen Baustellen und zudem vom Landleben sowie dekoratives Kunsthandwerk und Trachten. Die Malerei The Turner/Die Dreherin (1969) wurde auf der documenta 14 in Kassel gezeigt.